# Гришаев, Пётр Григорьевич
Пётр Григорьевич Гришаев (22 июля 1897 — 28 июля 1938) — советский государственный и партийный деятель. Член РКП(б) с 5 октября 1919 года.
Родился в семье крестьянина-бедняка в с. Василевка Лукояновского уезда Нижегородской губернии. Там же в 1910 году окончил трехклассное начальное училище.
Работал в хозяйстве родителей, плотничал по найму.
С мая 1916 года служил в армии: рядовой 198-го запасного пехотного полка, с июня 1917 по апрель 1918 рядовой 157-го пехотного полка.
С октября 1918 года в РККА: рядовой, комвзвода 1 -го Советского железного полка, в мае 1919 — июле 1921 года сотрудник, уполномоченный, начальник информотдела 33-й Кубанской дивизии РККА, секретарь особого отдела ВЧК.
Дальнейший послужной список:
- июль 1921 — май 1922 старший налоговый инспектор заготконторы в станице Уманская Кубано-Черноморской области.
- июнь 1922 — ноябрь 1923 сначала председатель волисполкома, а с мая 1923 председатель волкома РКП(б) в Василевке.
- ноябрь 1923 — ноябрь 1924 секретарь Починковского волкома РКП(б), Нижегородская губерния.
- ноябрь 1924 — август 1925 зав. орготделом Лукояновского укома ВКП(б) в Нижегородской губернии.
- август 1925 — июнь 1926 слушатель курсов уездных партработников при ЦК ВКП(б) в Москве.
- июнь 1926 — август 1927 член пропгруппы ЦК ВКП(б) Пензенского губкома ВКП(б).
- август 1927 — июль 1928 зав. отделом агитации и пропаганды Рузаевского укома ВКП(б) Пензенской губ.
- июль 1928 — ноябрь 1929 зав. деревенским отделом, зав. орготделом Мордовского окружкома ВКП(б) СВК (Саранск).
- декабрь 1929 — апрель 1930 зав. орготделом Мордовского обкома ВКП(б).
- апрель-август 1930 зав. орготделом Самарского окружкома ВКП(б).
- август 1930 — февраль 1931 зам. зав. орготделом, зам. зав. отделом кадров Средне-Волжского крайкома ВКП(б).
- февраль 1931 — август 1932 секретарь Бузулукского райкома ВКП(б).
- август 1932 — октябрь 1933 начальник Самарского краевого земельного управления.
- октябрь 1933 — декабрь 1934 1-й секретарь Оренбургского горкома ВКП(б).
- декабрь 1934 — май 1937 второй секретарь Оренбургского обкома ВКП(б).
- май-июнь 1937 1-й секретарь Орского горкома ВКП(б).
- июнь-август 1937 председатель Оренбургского облисполкома.

Делегат 17 съезда ВКП(б) с решающим голосом и 17 конференции ВКП(б).
Арестован 20 августа 1937 УНКВД Оренбургской области. Третьим пленумом Оренбургского обкома ВКП(б) 29 сентября — 1 октября 1937 исключен из партии
Приговорён 28 июля 1938 по ст. 58-7, 58-8, 58-11 УК РСФСР к ВМН, в тот же день расстрелян.
Реабилитирован 11 июля 1956 года и восстановлен в КПСС.